# مدال خدمات بشردوستانه
مدال خدمات بشردوستانه (به انگلیسی: (HSM) Humanitarian Service Medal) یکی از مدال‌ها و جایزه‌های نیروهای مسلح ایالات متحده است که در ۱۹ ژانویه ۱۹۷۷ توسط رئیس‌جمهور جرالد فورد تحت فرمان اجرایی ۱۱۹۶۵ بنیان‌ گذارده شد. این مدال  به اعضای ارتش ایالات متحده (از جمله اعضای ذخیره و گارد ملی) اعطا می‌شود که خود را با مشارکت ارزشمند در اقدامات و عملیات نظامی مشخص با ماهیت بشردوستانه متمایز می‌کنند.